# Cilindro de Marboré
Cilindro de Marboré lub Pico Cilindro (franc. Pic du Cylindre, arag. Zelindro Marmorés) – szczyt w Pirenejach. Leży w północnej Hiszpanii przy granicy z Francją.
To jeden z trzech szczytów składających się na Las Tres Sorores (trzy siostry), pozostałe to Monte Perdido (3355 m) i Soum de Ramond (3263 m).